# جامعة واترلو
جامعة واترلو هي جامعة كندية تقع في مدينة واترلو في مقاطعة أونتاريو تأسست عام 1957 وتعتبر أفضل جامعة في الهندسة وعلوم الحاسب في كندا وتضم أحد أكبر المراكز البحثية لعلوم الحوسبة الكمية وتكنولوجيا النانو في العالم. تشغل الجامعة برنامجا تعاونيا فريدا من نوعه في العالم يدعم Co-op program حيث يدرس الطلاب فصلا دراسيا في الجامعة ويتدربون في الفصل التالي في شركات ومؤسسات بحيث يتخرج الطالب من الجامعة بخبره عملية تؤهلة للعمل في أكبر شركات العالم. يعمل الكثير من طلاب الجامعة في شركات عالمية مثل أبل وجوجل وفيسبوك خلال هذا البرنامج.

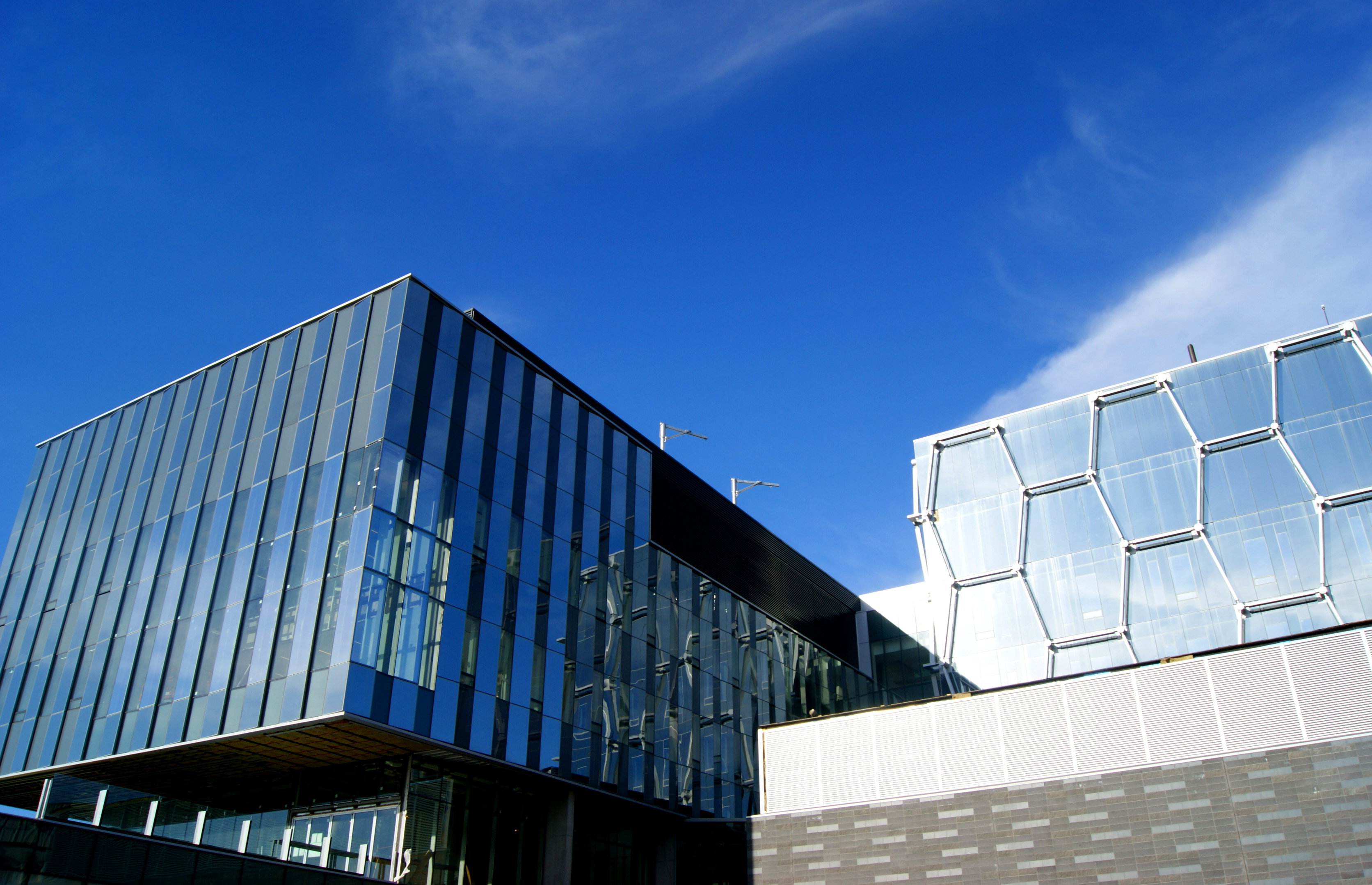
مبنى النانو و الحوسبة الكمية بجامعة واترلو